# Десяткино
Десяткино (баш. Десяткин) — село в Бирском районе Башкортостана, относится к Сусловскому сельсовету.

## Население
| 2002 | 2009 | 2010 |
| ---- | ---- | ---- |
| 25   | ↗36  | ↗42  |

Национальный состав
Согласно переписи 2002 года, преобладающая национальность — русские (56 %).

## Географическое положение
Расстояние до:
- районного центра (Бирск): 15 км,
- центра сельсовета (Суслово): 3 км,
- ближайшей ж/д станции (Уфа): 123 км.

## Достопримечательности
- Родник Двенадцать ключей. Используется местными жителями и проезжими для питья и приготовления пищи. Доступен круглогодично.